# Dialecte xurro

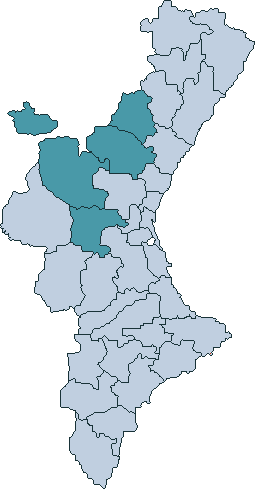
Comarques xurres del País Valencià

El xurro, també conegut com a parla xurra (castellà: habla churra), és la denominació popular que reben les varietats lingüístiques del castellà parlades a les comarques xurres del País Valencià (Alt Millars, Alt Palància, Racó d'Ademús, La Serrania i La Foia de Bunyol), i que presenta una sèrie de trets compartits amb les comarques frontereres d'Aragó. També es consideren xurres la comarca de la Canal de Navarrés i les poblacions següents: Olocau del rei,  Sinarques, Xera, Millares, Tous, Cortes de Pallás, Gàtova i Marines, així com les poblacions de Domenyo, Loriguilla y Sant Antoni de Benaixéber. Es tracta d'un dialecte del castellà que és el resultat de la castellanització de l'aragonès propi d'aquests territoris; en conseqüència, conté nombrosos aragonesismes, que s'afegeixen als valencianismes propis i habituals en el castellà del País Valencià.

## Descripció
A bastants sectors fronterers es practica el sesseig, és a dir, es pronuncia /s/ en els grups ce i ci llatins i, per tant, pronuncien com en valencià (sinco, dies, sien, en comptes de la forma estàndard per al castellà cinco, diez, cien, amb l'excepció de les paraules doce i trece, que es pronuncien amb la mateixa articulació fricativa interdental sorda del castellà estàndard espanyol). El sesseig es practica a tota la Vall de Sogorb (Alt Palància), a la microcomarca d'el Villar (els Serrans) i a la Conca de Xiva i la Foia de Bunyol.
A més, en este sector a voltes la f- llatina inicial es pronuncia aspirada velar (igual a la j del castellà estàndard espanyol, articulació representada ací amb la lletra h) en veus que el castellà conserva la f-, com huersa, per fuerza, huente per, fuente, huí per fui, huego per fuego, hebrero per febrero, Helipe per Felipe, etc. També són pròpies moltes altres alteracions fonètiques de tipus aragonès (trai, gotear, piazo, perdiu, maríu, añudáu, etc.). Mereix una atenció especial la parla local de Fanzara, que sesseja però manté la distinció etimològica entre la sibilant sorda i la sonora, és a dir, el fanzarí articula amb s fricativa apicoalveolar plana sorda (que entre vocals es representa ací amb el dígraf ss), tant veus com massa, passá, saco, mes, com brasso, cabeza, dulse, crus, però pronuncia amb s fricativa apicoalveolar plana sonora (que ací representarem amb s simple entre vocals i amb z darrere de consonant igual que en l'ortografia catalana), en paraules com queso, iglesia, mesa, i també senisa, besino, cosina, quinze, onze, azeite.. etc. El fanzarí, a més, no pronuncia la –r a final de paraula.
D'altra banda, el lèxic d'estes comarques està ple de valencianismes: budillo (budell), tovo (tou), piñuelo (pinyol), lansuelo (llençol), cado (cau), calbote (calbot), rebuche (rebuig), finestrón (finestró), fustero (fuster), ferrero (ferrer), choquero (jóc o joquer), plegar (arreplegar), clote (clot), trullo (trull), grellas (graelles), fresuelos (fesols), pésoles (pésols), bajocas (bajoques), etc.

## Estudi
El primer estudi sobre el castellà de l'interior valencià fon publicat el 1959 pel llavors cronista del Villar, Vicente Llatas Burgos. Des de la proliferació de les xarxes socials, diversos portals han recuperat paraules més o menys en desús, destacant-ne el recull de Toni Porta. Des de la celebració, el 2010, de les primeres jornades dedicades als altres parlars valencians, s'ha utilitzat la paraula xurro per a definir el conjunt de parles híbrides valencianes amb base castellano-aragonesa i castellano-murciana, afegint-se després el grup valenciano-aragonés, propi dels Serrans.